# Sitio de Eretria
El sitio de Eretria fue un enfrentamiento armado, acaecido durante la primera guerra médica entre griegos y persas. Tuvo lugar en el año 490 a. C. y enfrentó al pueblo de Eretria contra las fuerzas invasoras del Imperio persa bajo el mando de Datis y Artafernes.
Durante la revuelta jónica, los eretrios así como los atenienses enviaron tropas en auxilio de las ciudades jónicas de Asia Menor que se habían rebelado contra el poder persa. La revuelta no solo fracasó, sino que motivó el rencor de Darío I contra las polis griegas por su oposición y ayuda a los rebeldes. Darío, buscando venganza contra Eretria y Atenas, envió una flota de cerca de 600 barcos, bajo el mando de Datis y Artafernes contra las polis griegas. De camino a Eretria la flota persa conquistó las islas Cícladas y después atacó Eretria. La ciudad fue sitiada durante seis días, antes de ser traicionada por algunos ciudadanos, siendo finalmente saqueada y tomados como rehenes sus habitantes.
Después de la toma de Eretria la flota persa trató de atacar Atenas, pero ésta los venció en la batalla de Maratón. Los prisioneros de Eretria fueron deportados a Persia para habitar una ciudad en Bactriana.

## Preludio
En el año 500 a. C., el Imperio aqueménida, con la ayuda de los griegos jónicos, que estaban bajo el mando de Aristágoras, y de algunos exiliados de Naxos intentó capturar la isla de Naxos. El ataque fracasó debido a las discusiones entre el almirante persa, Megabates, y el jónico Aristágoras. Por lo tanto, y al ser la única autoridad griega de alto nivel en la expedición persa, Aristágoras perdió el favor de la corte persa, instigando más tarde una rebelión de las ciudades jónicas griegas.
Para ganar el apoyo de la revuelta, Aristágoras viajó al continente griego. Primero a Esparta, donde el rey Cleómenes I rechazó formar parte de la operación. Y luego a Atenas y Eretria, la cual decidió aportar cinco barcos, por los veinte que aportaron los atenienses. Los eretrios y los atenienses ayudaron a los jónicos en el sitio de Sardes, pero después de que abandonasen la ciudad, la flota jónica fue derrotada en la batalla de Éfeso. De este modo, los eretrios y los atenienses tuvieron que dejar Asia Menor para volver a sus casas.
En el año 494 a. C., los jónicos fueron definitivamente derrotados en la batalla naval de Lade y Aristágoras fue asesinado en una batalla con los tracios después de escapar de la zona jónica hacia Tracia.

## Preparación y las Cícladas

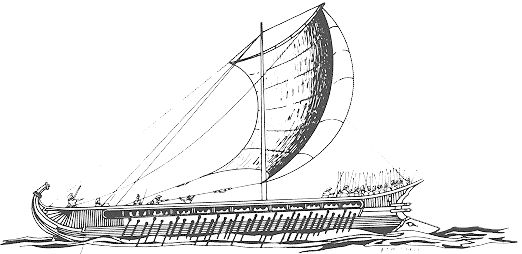
Barco utilizado por los griegos y persas

Darío deseaba vengarse de Eretria, Atenas y Naxos por la ayuda que habían ofrecido a los jónicos. Sin embargo, la campaña helena tuvo que ser aplazada hasta que las rebeliones en Tracia y Macedonia fuesen reprimidas. En el año 492 a. C., Darío envió a su yerno, Mardonio, que era también su sobrino, en una expedición para someter el norte de Grecia, y luego capturar Eretria y Atenas. Esto daría a los persas una posición privilegiada para atacar el Peloponeso. Sin embargo, la expedición fue un fracaso debido a que los persas sufrieron una tormenta en el Monte Athos, que les costó la mayor parte de su flota. El ejército dirigido por Mardonio logró someter a los tracios y hacer de Macedonia un estado vasallo. Sin embargo, las campañas contra los tracios fueron muy costosas y Mardonio, aunque victorioso, fue herido en una batalla y tuvo que retirarse a Asia.
Debido al retorno de Mardonio, Darío exige a Grecia "tierra y agua", que simboliza la petición de rendición de las ciudades o de la gente griega, lo que provocó que la mayor parte de las islas se rindieran, debido al predominio de los persas en el mar.
La mayor parte de las ciudades-estado del continente griego también se rindieron, pero cuando los enviados fueron hasta Atenas, estos fueron lanzados en un hoyo y les dijeron que ahí podían conseguir su propia tierra. En Esparta la respuesta fue similar, ya que les lanzaron también a un pozo y les dijeron que de ahí podían extraer agua. Esta fue la última ocasión en la que Darío intentó someter a los griegos con la diplomacia.

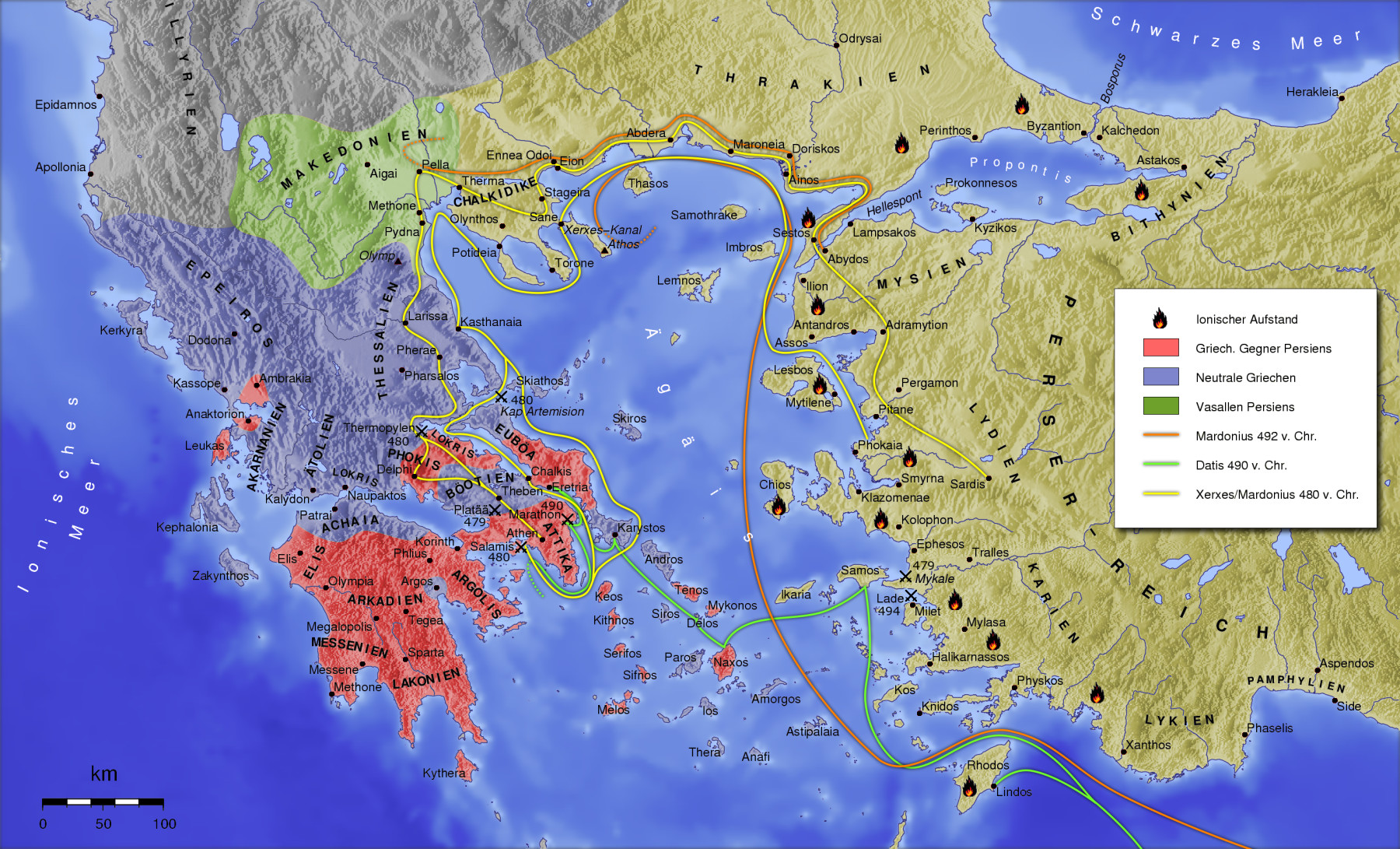
Aliados griegos, Imperio aqueménida, revueltas y batallas durante la guerra.

En el año 490 a. C., Darío organizó una flota de alrededor de 600 barcos, y un ejército de entre 20 000 y 60 000 hombres. Estaba formado por hombres de Levante, Persia, Media, Siria, Cilicia, Jonia y Chipre. Los comandantes de este ejército eran el almirante medo Datis y el sobrino de Darío, Artafernes, cuyo padre había patrocinado el ataque sobre Naxos diez años antes.
También fue parte de este ejército Hipias de Élide, el antiguo tirano de Atenas, al que habían derrocado y expulsado en el año 508 a. C. A Hipias le prometieron el gobierno de Atenas a cambio de la cooperación y la ayuda a los persas. La flota consistió principalmente en marinos y barcos fenicios y jonios. Embarcaron al ejército en Cilicia y se dirigieron a Samos. De allí siguieron hasta Icaria, antes de atacar Naxos. La gente de Naxos no estaba preparada para el ataque y cuando llegaron los persas escaparon hacia las colinas. Los persas saquearon y quemaron la ciudad y tomaron como esclavos a todo aquel que consiguieron capturar.
Después de la ciudad de Naxos, la flota persa avanzó de isla en isla. Pronto alcanzaron Eubea y exigieron soldados en la ciudad de Caristo. La gente de Caristo rechazó suministrar soldados ya que no querían estar implicados en una campaña contra sus vecinos, Eretria y Atenas. Un breve sitio forzó a la gente de Caristo a rendirse y a suministrar tropas al ejército persa. La siguiente parada del ejército persa después de Caristo era Eretria.

## Sitio de Eretria
Cuando la gente de Eretria descubrió que la flota persa se dirigía hacia su ciudad, pidieron ayuda a los atenienses para que les enviasen soldados. El gobierno ateniense envió a 4000 de sus ciudadanos del asentamiento de Calcis, que estaba también en Eubea. Sin embargo, cuando los atenienses llegaron, el líder de Eretria, Esquines, dijo a los atenienses que se marcharan porque no quería que fueran cogidos en la destrucción de Eretria. Los atenienses siguieron el consejo de Esquines, se fueron en barco a Oropo y se salvaron.
Mientras tanto, la gente de Eretria fue dividida en tres grupos, un grupo que quería rendirse al ejército persa, otro grupo que quería escapar hacia las colinas y un tercer grupo que quería luchar. A pesar de la división de opiniones, cuando llegaron los persas, la gente de Eretria decidió pelear. La estrategia no era salir a luchar ante los persas en el exterior, sino defender los muros de la ciudad. El ejército persa llegó y comenzó a sitiar la ciudad en una lucha en la que ambos bandos tuvieron muchas bajas. Después de seis días de lucha, dos ciudadanos eminentes, Euforbo y Filagro abrieron las puertas para que entrasen los persas. Una vez dentro de la ciudad, los persas comenzaron a saquear y a quemar los templos y santuarios como venganza por la quema de los santuarios de Sardes. Toda la población fue esclavizada, como había ordenado Darío.

## Después del sitio
Después del sitio de Eretria durante seis días, los persas embarcaron a la gente de Eretria en barcos y los dejaron en la isla de Egilia. Una vez hecho esto, los persas fueron en barco hacia Maratón (en el Ática) gracias a la ayuda de Hipias, para luchar allí ante los atenienses. Cuando los atenienses oyeron la noticia, avanzaron con su ejército de 10 000 hombres, así como con 1000 aliados de Platea para luchar ante los persas en la batalla de Maratón. En esta batalla, los persas fueron derrotados.
El ejército persa se retiró y escapó en sus barcos, recogió a la gente de Eretria con la que navegó alrededor del cabo Sunión, intentando llegar cerca de la costa de Atenas antes de que llegase el ejército ateniense. Cuando alcanzaron Falero, vieron que el ejército ateniense había vuelto atrás lo que les obligó a retroceder y poner rumbo hacia Asia Menor. Cuando la flota persa llegó a Asia Menor, Datis y Artafernes ubicaron temporalmente en Susa a la población de Eretria. El rey Darío vio personalmente a los eretrios y ordenó que se alojasen en la región de Cisia. Los persas atacaron Grecia otra vez en 480 a. C., pero nuevamente fueron rechazados. Eretria más tarde fue repoblada por clerucos atenienses y pasó a formar parte de la Confederación de Delos.